# XXX (음악 그룹)
XXX는 래퍼 김심야 (Kim Ximya)와 DJ 겸 프로듀서 FRNK (프랭크)가 결성한 대한민국의 듀엣 가수이자 힙합 그룹이다.
이센스와 함께 소속된 Beasts And Natives Alike (BANA)의 소속 아티스트이다.
2016년 7월 9일, EP KYOMI를 발표하여 데뷔했다.
여러 인터뷰에서 밝힌 바로는 팀 명칭은 두 사람 모두 'X'라는 글자를 좋아해서 'X' 3개를 팀명에 넣었다는 것과 포르노에서 'XXX'라고 쓰는 것에서 착안해서 팀명을 지었다는 이야기가 있다.
팀 이름을 부를 때에는 "엑스엑스엑스"라고 부르는 것이 맞다.

## 구성원
- 김심야 (Kim Ximya, 본명: 김동현, 1995년 7월 21일 ~ ) - 래퍼
- 프랭크 (FRNK, 본명: 박진수, 1993년 8월 28일 ~ ) - DJ 겸 프로듀서

## 발매 음반
- 2016년 7월 9일 - EP KYOMI
- 2016년 10월 20일 - [Digital Single] Super Market
- 2017년 12월 31일 - 나쁜 녀석들:악의 도시 OST Part.2[1]
- 2018년 2월 7일 - [Digital Single] 뭐 어쩔까 그럼
- 2018년 10월 18일 - [Digital Single] Just Like
- 2018년 11월 15일 - [Digital Single] 수작
- 2018년 11월 28일 - 정규 1집 LANGUAGE[내용 1]
- 2019년 2월 15일 - 정규 1집 SECOND LANGUAGE[내용 2]
- 2021년 10월 26일 - [Digital Single] Yves

## 수상
- 2019년 한국 힙합 어워즈 2019 '올해의 힙합 앨범' 상
- 2019년 제16회 한국대중음악상 '최우수 랩&힙합 노래' 상

## 같이 보기
- 피노다인
- 재지팩트

## 내용주
1. ↑  정규 1집 첫번째 앨범.
2. ↑  정규 1집 두번째 앨범.